# Music Academy of the West
La Music Academy of the West est un festival d'été associé à une école de musique classique, situé à Montecito, dans le comté de Santa Barbara, en Californie, pour les jeunes musiciens prometteurs. Les candidats qualifiés reçoivent une bourse complète.

## Histoire
La Music Academy of the West est fondée en 1947 par des mécènes et des musiciens du sud de la Californie. Les fondateurs sont Lotte Lehmann, le chef d'orchestre Otto Klemperer, le violoniste Roman Totenberg, la claveciniste Rosalyn Tureck, le baryton John Charles Thomas et les compositeurs Ernest Bloch, Darius Milhaud, Roy Harris et Arnold Schönberg, qui avaient tous émigré en Amérique dans les années 1930 fuyant le régime nazi. Schönberg fut le premier compositeur en résidence de l'académie. Parmi les premiers sponsors des bourses figurent les chanteurs et acteurs Jeanette MacDonald et Nelson Eddy, le violoniste Jascha Heifetz et le producteur de films Darryl F. Zanuck.
Entre 1954 et 1980, Maurice Abravanel est directeur musical de l'Académie. Lotte Lehmann est la première responsable du département vocal, suivie de Martial Singher entre 1962 et 1981. Entre 1997 et 2018, le programme vocal est dirigé par Marilyn Horne, qui a elle-même étudié à l'Académie en 1953. Depuis 2010, l'Académie accueille chaque année le Marilyn Horne Song Competition (litt. : « Concours de chansons Marilyn Horne »), anciennement connu sous le nom de Marilyn Horne Foundation Vocal Competition (litt. : « Concours vocal de la Fondation Marilyn Horne »).

## Description
L'Académie accueille un festival de musique organisé pendant huit semaines comprenant des séminaires et des concerts dirigés par des compositeurs, des chefs d'orchestre et des musiciens de renom. Le festival attribue chaque année des bourses d'excellence à environ 140 jeunes musiciens qui sont au début de leur carrière professionnelle. La limite d'âge est de 27 ans pour les joueurs de cordes et de 34 ans pour tous les autres musiciens. Les programmes d'études proposés sont divisés en : piano solo, chant, chant avec accompagnement de piano, piano avec accompagnement instrumental et en : cordes, bois et cuivres, harpe et percussions.

## Professeurs et conférenciers invités notables
Parmi les professeurs et membres du corps enseignant invités notables se trouvent : Thomas Adès, Ernest Bloch, Carol Burnett, Roy Harris, Daniel Hope, Marilyn Horne, Jerome Lowenthal, Darius Milhaud, Roman Totenberg, Rosalyn Tureck et Deborah Voigt.

## Élèves notables
Parmi les étudiants de l'Académie se trouvent : Burt Bacharach, Grace Bumbry, Juan Diego Flórez, Stéphane Ginsburgh, Thomas Hampson, Megan Marie Hart, Marilyn Horne, David Shifrin et Nadine Sierra.